# راسم رامالدانوف
راسم رامالدانوف (انگلیسی: Rasim Ramaldanov؛ زادهٔ ۲۴ ژانویهٔ ۱۹۸۶) بازیکن فوتبال اهل جمهوری آذربایجان است.
از باشگاه‌هایی که در آن بازی کرده‌است می‌توان به باشگاه فوتبال خزر لنکران، باشگاه فوتبال سیمرغ زاقاتالا، و باشگاه فوتبال سومقاییت اشاره کرد.
وی همچنین در تیم ملی فوتبال جمهوری آذربایجان بازی کرده‌است.